# Silent (小比類巻かほるのアルバム)
『silent』（サイレント）は1991年9月25日に発売された小比類巻かほる8枚目のオリジナル・アルバム。

## 概要
1991年『世界陸上』のイメージソングに採用されたシングル曲「TIME GOES BY」をシングルとは別アレンジで収録。

## 収録曲
1. MIRAGE MIRROR
2. グロリア
3. 助手席のA級ライセンス
4. 雨のヴェローナ
5. ハロウィンはCURIOSITY
6. VELVET DREAM
7. オリオンのように
8. TIME GOES BY
9. FORGET THE MEMORIES
10. MY SUNSHINE
11. 銀の指輪〜Calling You〜